# M. A. C. Otto

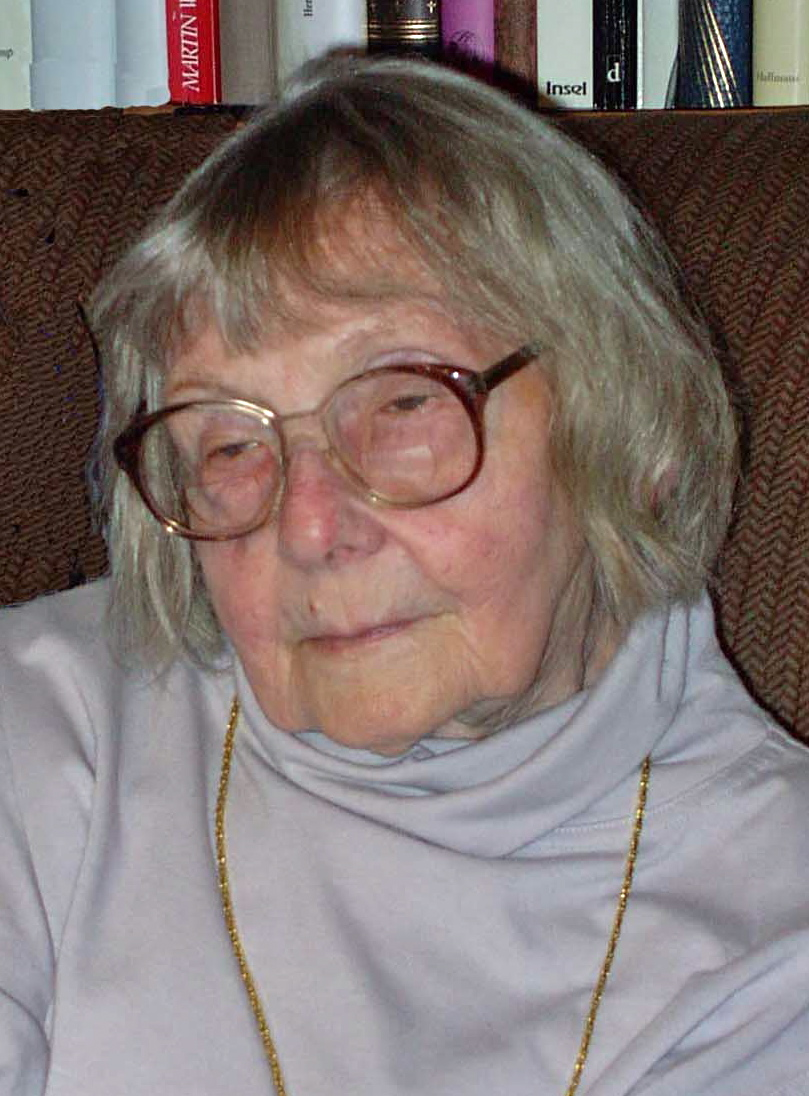
M. A. C. Otto

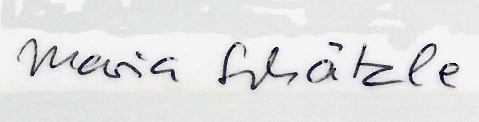
Signatur 1990

M. A. C. Otto (* 26. September 1918 als Maria Schätzle; † 24. September 2005 in Freiburg im Breisgau) war eine deutsche Philosophin und Autorin.

## Leben und Wirken
Maria Schätzle wählte ihr Pseudonym „Otto“ nach dem Vornamen ihres Vaters, eines Kunstmalers. Sie studierte an Universitäten in Heidelberg, Freiburg im Breisgau und Rom. In Freiburg hörte sie Heidegger und war Schülerin von Bernhard Welte und Max Müller, bei dem sie 1961 mit der Dissertation Reue und Freiheit promovierte. Helmut Kuhn hat sie zusammen mit Levinas’ Totalité et Infinie als eine für die erwartete „post-transzendentale Selbstbesinnung der Philosophie“ richtungsweisende Untersuchung gewürdigt.
Mehr als vierzig Jahre arbeitete Frau Schätzle unermüdlich und in aller Stille als Privatgelehrte. Zugleich war sie für die Verlage Alber und Herder sowie für die Zeitschrift Christ in der Gegenwart als Autorin, freiberufliche Lektorin, Übersetzerin und Herausgeberin tätig. Ihre Sensibilität für Sprache und Sprachen zeigen sich nicht nur in ihren eigenen Werken, sondern auch in der Bearbeitung fremder Texte und in ihren Übersetzungen aus dem Italienischen, Englischen und Französischen. Ihre 1971 erschienene Übersetzung des zweibändigen Werkes Phänomenologie der Schuld von Paul Ricœur fand viel Anerkennung.
In ihrem 1975 erschienenen Hauptwerk Der Anfang, das Ricœur als „ein Werk echter Philosophie“ begrüßt hat, und bei dem er u. a. die „Geschmeidigkeit der Ausführung“, die „systematische Ordnung“ und den „freien Atem“ rühmte, bestimmt M. A. C. Otto in eingehenden Analysen die Zeit als Gang eines jeden von seinem Anfang zu seinem Ende. Das Denken des Anfangs strukturiert ein Weltverständnis. „Freilich schenkt uns die vorgelegte Meditation keine Metaphysik, sondern eher eine Anti-Metaphysik, keine Ontologie, sondern eher eine Me-ontologie.“
War der Überweg (1986) – wie Claus-Artur Scheier schreibt – „ein grüblerisch-gespanntes Notturno, das Experiment, innezuhalten und 'sich von sich selbst ab[zu]wenden', um die Entfernung vom 'Anfang' auszumessen und dabei das Anfangen selber zu bewähren“, so zeigen die phänomenologischen Variationen über den Ort (1992), „daß sie nicht nur zurück-, sondern vorausgewiesen haben“". Im Ort, sagt M. A. C. Otto über ihr Buch, „spielt das Nichts eine Rolle, als der leere Platz, der einem bei Anderem eingeräumt wird. In diese Konstellation, die den Ort ausmacht, ist das Dasein von sich aus (in Differenz zu Lévinas) Anderem anvertraut, darum auch zu enttäuschen, zu entsetzen. Der Ort, der das Dasein als Hiersein begründet, stellt sich quer zu dessen Zeit: die Weile am Ort hat den Charakter endlicher Ewigkeit.“
Das Dritte. Ein Phänomen der Logik (2003) war M. A. C. Ottos letztes Werk. Auf dem Umschlag steht, wie sich M. A. C. Otto das Denken denkt: „Alles und jedes kann vom Denken herausgezogen werden aus der Bewegung und kommt zum Stand als Identisches, im holpernden Gang seiner Veränderungen. Die Zeit liegt vor dem Denken ausgebreitet als Geschichte, über deren festgehaltenen Anblick es hin und her schweifen kann. Aus dem aufgeblätterten Seienden, zieht es das Grundwort Sein, aus dem vielmals angetroffenen Nichtsein zieht es das Grundwort Nichts. Das Denken steht für die Aufenthalte, die Feststellungen und Thesen, 'gesetzt daß', ohne die es keinen Diskurs gibt. Im Augenblick des Denkens, der nicht erlischt, der seinen Schein in die Runde schickt, steht das Denken, in der Wahrheit.“

## Philosophische Werke
Bücher
- Maria Otto: Reue und Freiheit. Versuch über ihre Beziehung im Ausgang von Sartres Drama. (Symposion Bd. 6) Verlag Karl Alber, Freiburg i. Br. / München 1961, 2. Aufl. 1987. ISBN 978-3-495-44035-3
- M. A. C. Otto: Der Anfang. Eine philosophische Meditation über die Möglichkeit des Wirklichen. (Fermenta philosophica) Verlag Karl Alber, Freiburg i. Br. / München 1975  und 2018: Neuausgabe, erweitert durch die bisher unveröffentlichten Vorträge »Wissen und Vergessen« und »Der Verzicht gibt«. Hrsg. und mit einem Nachwort versehen v. Claus-Artur Scheier. ISBN 978-3-495-49036-5
- M. A. C. Otto: Überwege. Zu einer Phänomenologie der Grenze. (Fermenta philosophica) Verlag Karl Alber, Freiburg i. Br. / München 1986. ISBN 978-3-495-47615-4
- M. A. C. Otto: Der Ort. Phänomenologische Variationen. (Alber-Reihe Philosophie) Verlag Karl Alber, Freiburg i. Br. / München 1992. ISBN 978-3-495-47733-5
- M. A. C. Otto: Das Fest. Zu einer Phänomenologie der Ausnahme. (Alber Thesen Bd. 15) Verlag Karl Alber, Freiburg i. Br. / München 2000. ISBN 978-3-495-48037-3
- M. A. C. Otto: Das Dritte. Ein Phänomen der Logik. (Fermenta philosophica) Verlag Karl Alber, Freiburg i. Br. / München 2003. ISBN 978-3-495-48106-6

Kleinere Abhandlungen
- M. A. C. Otto: Wissen und Vergessen. In: Frankfurter Hefte. Zeitschrift für Kultur und Politik. Hrsg. v. Walter Dirks und Eugen Kogon. 8/1979.  S. 55–62
- M. A. C. Otto: Über die Gleichheit der Menschen. In: Philosophisches Jahrbuch 89. Jg. 1982. S. 397–405
- M. A. C. Otto: Nichts von allem. In: Facetten der Wahrheit. Festschrift für Meinolf Wewel. Hrsg. v. Ernesto Garzón Valdés und Ruth Zimmerling. Verlag Karl Alber, Freiburg i. Br. / München 1995. ISBN 978-3-495-47820-2. S. 141–149
- M. A. C. Otto: Gesang im Nebel. In: Philosophie der Struktur – "Fahrzeug" der Zukunft? Festschrift für Heinrich Rombach. Hrsg. v. Georg Stenger und Margarete Röhrig. Verlag Karl Alber, Freiburg i. Br. / München 1995. ISBN 978-3-495-47820-2. S. 141–149
- M. A. C. Otto: Philosophisches Ballett. Von der Sprache des Unaussprechlichen. In: Sprache und Pathos. Zur Affektwirklichkeit als Grund des Wortes. Hrsg. v. Ekkehard Blattmann, Susanne Granzer, Simone Hauke und Rolf Kühn. Verlag Karl Alber, Freiburg i. Br. / München 2001. ISBN 978-3-495-48019-9. S. 158–171